# Румянцев, Василий Иванович (чекист)
Василий Иванович Румянцев (1896—1960) — заместитель начальника Отдела «А» НКВД СССР, генерал-лейтенант (1945).

## Биография
Родился в русской семье крестьянина-середняка. Окончил 3 класса сельской школы в селе Поречье Калязинского уезда Тверской губернии. Валяльщик валяльной кустарной мастерской деревни Керзино Корчевского уезда Тверской губернии с августа 1910 до июня 1912, валяльщик артели валяльщиков города Михайлов Рязанской губернии с июня 1912 до августа 1915. В царской армии рядовой, младший унтер-офицер лейб-гвардейского 1-го стрелкового полка на Западном фронте в Царском Селе, рядовой 179-го пехотного полка с августа 1915 до февраля 1918. Артельщик шляпной мастерской и магазина Барти в Москве с февраля до мая 1918. В РККА командир отделения 3-го стрелкового Советского полка в Москве с мая до сентября 1918. В РКП(б) с октября 1919.
Командир отделения 1-го батальона войск ВЧК в Москве с 1918 до мая 1919, затем комиссар уголовного подотдела Московской ЧК до 1921. Уполномоченный по экономическим делам, уполномоченный по бандитизму, комендант Курской губернской ЧК-ГПУ в 1921—1923. Помощник уполномоченного и сотрудник для поручений оперотдела ОГПУ СССР с 1923 до 1 декабря 1924, комиссар активного отделения оперотдела ОГПУ СССР до 1 декабря 1929, комиссар 1-го отделения оперотдела ОГПУ до 1 января 1930, комиссар для особых поручений 5-го отделения оперотдела ОГПУ СССР до 1 июля 1931, комиссар для особых поручений 4-го отделения оперотдела ОГПУ (ГУГБ НКВД СССР до 1 июня 1935. Оперкомиссар 4-го отделения оперотдела ГУГБ НВКД СССР до 15 ноября 1935, сотрудник для особых поручений 4-го отделения оперотдела ГУГБ НВКД СССР до 22 апреля 1936, помощник начальника 4-го отделения, он же сотрудник для особых поручений оперотдела ГУГБ НКВД СССР до 1937. Заместитель начальника 1-го отделения 1-го отдела ГУГБ НКВД СССР (НКГБ СССР) до 25 ноября 1938, затем начальник до 17 мая 1943. Заместитель начальника 1-го отдела 6-го управления НКГБ СССР до 9 августа 1943. Заместитель начальника отдела «А» НКГБ СССР до 21 декабря 1943. Заместитель начальника 4-го отдела 6-го управления НКГБ-МГБ СССР до 15 апреля 1946. Заместитель начальника 4-го отдела управления охраны № 2 МГБ СССР до 19 февраля 1947. Заместитель начальника оперотдела ГУО МГБ СССР до 23 мая 1952. Заместитель начальника 2-го отдела управления охраны МГБ СССР до 14 марта 1953. Уволен 29 апреля 1953 по болезни. Пенсионер с апреля 1953, проживал в Москве.   
Скончался 18 января 1960 года, похоронен на Введенском кладбище (2 уч.). 
Некролог напечатан в газете «Московская правда».

## Звания
- капитан госбезопасности (11.12.1935)
- майор госбезопасности (26.04.1938)
- старший майор госбезопасности (22.03.1940)
- комиссар госбезопасности 3-го ранга (14.02.1943)
- генерал-лейтенант (09.07.1945)

## Награды
- 2 ордена Ленина (26.04.1940, 21.02.1945)
- 3 ордена Красного Знамени (28.08.1937, 03.11.1944, 25.07.1949)
- 2 ордена «Знак Почёта» (14.05.1936, 20.09.1943)
- Медаль «За победу над Германией в Великой Отечественной войне 1941—1945 гг.»
- 3 медали
- знак «Почётный работник ВЧК-ГПУ (XV)» (04.02.1933)